# Guerre entre l'Assyrie et l'Urartu
 (août 2023).
Si vous disposez d'ouvrages ou d'articles de référence ou si vous connaissez des sites web de qualité traitant du thème abordé ici, merci de compléter l'article en donnant les références utiles à sa vérifiabilité et en les liant à la section « Notes et références ».
 (août 2023).
La guerre entre l'Assyrie et l'Urartu dura huit ans de 743 à 735 av. J-C. Elle se termine par la victoire de l'empire assyrien qui repousse les prétentions de l'Urartu en direction de la Mésopotamie.

## Contexte
Profitant de l'affaiblissement assyrien au IXe siècle av. J.-C., les rois de l'Urartu ont réussi à étendre leur territoire et à s'affirmer comme une des principales puissances de la région. Le roi Sarduri II (764-735) effectue la conquête de la Mélitène et de la Commagène. La route qui conduit les métaux depuis le Taurus jusqu'à l'empire assyrien est ainsi coupée. Après quelques accrochages frontaliers puis une guerre victorieuse contre le roi assyrien Assur-Nerari V, l'Urartu conserve ses conquêtes et atteint son apogée.

L'Urartu à son extension maximale en 743.

Cependant, la situation change avec l'arrivée sur le trône assyrien d'un nouveau roi très énergique, Teglath-Phalasar III. Celui-ci, après avoir réprimé des troubles dans la région de Babylone se tourne vers l'Urartu et décide d'attaquer les vassaux de Sarduri II (Arpad, le Milid, Gurgum, Kummuh, Karkemish et Que) obligeant l'Urartu à répliquer.

## La guerre
L'Urartu et ses alliés subissent rapidement (en -743) une lourde défaite dans le Commagène. Sarduri II n'est plus en mesure de défendre ses alliés qui sont envahis par les Assyriens malgré de nombreuses révoltes. Après ses opérations en Syrie du Nord où il s'assure notamment le contrôle de l'Arpad (740) et l'Unqi (738), Teglath-Phalasar III se tourne vers l'Urartu même et lance une offensive qui pénètre dans le royaume. Il atteint Tushpa, la capitale, mais ne peut s'en emparer. Il pille alors le pays et se retire. Une paix précaire s'instaure entre les deux pays jusqu'en 714 av. J.-C.

## Conséquences
L'Urartu a subi une importante défaite qui laisse le pays détruit et permet aux Assyriens de mener campagne dans le sud et à l'ouest sans être inquiétés sur leur frontière nord. De plus, l'Urartu traverse alors une crise politique qui conduit au renversement de Sarduri II. Son fils Rusa Ier lui succède en -735.